# Vallen, Junsele socken
Vallen (dialektalt Våll'n) eller Junselevallen, är en tidigare småort i Junsele socken i Sollefteå kommun som ligger vid Betarsjöns nordvästra strand. Vid 2015 års småortsavgränsning visade sig att folkmängden i orten sjunkit till under 50 personer och småorten upplöstes.
Under senare hälften av 1800-talet fanns cirka 400 människor i Junselevallen, men folkmängden har sakta dalat till dagens siffror. I byn fanns tidigare många affärer, postkontor, skola med mera. Konsum lade ned sin verksamhet i byn 1964 och anrika Daniel Wallins affär stängde hösten 1968. Dock fortsatte Wallin att sälja av det lager han hade kvar, fast mer informellt. Posten låste dörren för sista gången den 30 oktober 1970.
I Junselevallen startade tillverkningen av Polarvagnen 1964.
Den 11 november 1973 bildades Junselevallens byalag som alltsedan dess tillvaratagit byns intressen på olika sätt. 
Föreningshuset, nuvarande Vallencia, byggdes 1926.

## Befolkningsutveckling
| Befolkningsutvecklingen i Vallen 1960–2010                                       | Befolkningsutvecklingen i Vallen 1960–2010 | Befolkningsutvecklingen i Vallen 1960–2010 | Befolkningsutvecklingen i Vallen 1960–2010 | Befolkningsutvecklingen i Vallen 1960–2010 |
| -------------------------------------------------------------------------------- | ------------------------------------------ | ------------------------------------------ | ------------------------------------------ | ------------------------------------------ |
|                                                                                  |                                            |                                            |                                            |                                            |
| År                                                                               |                                            |                                            | Folkmängd                                  | Areal (ha)                                 |
| 1960                                                                             | 1960                                       |                                            | 190                                        | ¤                                          |
| 1990                                                                             | 1990                                       |                                            | 65                                         | 58#                                        |
| 1995                                                                             | 1995                                       |                                            | 55                                         | 50#                                        |
| 2000                                                                             | 2000                                       |                                            | 57                                         | 50#                                        |
| 2005                                                                             | 2005                                       |                                            | 62                                         | 55#                                        |
| 2010                                                                             | 2010                                       |                                            | 57                                         | 55#                                        |
| Anm.: Ej småort 2015. ¤ Som tätortsbebyggelse med 150-199 invånare # Som småort. |                                            |                                            |                                            |                                            |